# Joan Baptista Rocabert
Joan Baptista Rocabert, auch in der Schreibweise Joan Baptista Rocaverd vorkommend, OSB, (* 1657 in Barcelona; † 1701 in Madrid) war ein katalanischer Organist, Komponist und Chormeister der Escolania de Montserrat. Darüber hinaus trat er auch als Theologe, Historiker und Latinist in Erscheinung.

## Leben und Wirken
Joan Baptista Rocabert besuchte von 1667 bis 1674 die Escola de Montserrat und wurde dort wahrscheinlich von Joan Cererols ausgebildet. In seinem letzten Schuljahr trat er dem Benediktinerorden bei. Rocabert war zwei Mal Leiter der Kapelle und der Escolania de Montserrat. Im letzten Jahrzehnt des Jahrhunderts wurde er an das Kloster San Martín de Madrid berufen und wirkte dort als Organist.
Rocabert beherrschte verschiedene Instrumente. Er wirkte unter anderem als herausragender Violinist und Harfenist.
Seine zahlreichen sakralen Werke wurden in vielen Kirchen Spaniens aufgeführt. In der Biblioteca Nacional de Madrid befinden sich einige Manuskripte von Rocabert.